# باتان (محطة مترو أنفاق مدريد)

باتان (بالإسبانية: Batán)‏ هي محطة مترو أنفاق في مدريد في إسبانيا، تقع على الخط رقم 10.